# Crossocerus styrius
Crossocerus styrius är en stekelart som först beskrevs av Kohl 1892.  Crossocerus styrius ingår i släktet Crossocerus, och familjen Crabronidae. Arten är reproducerande i Sverige.